# Roger Tahull
Roger Tahull i Compte (Barcelona, 1997. május 11. –) világ- és Európa-bajnok spanyol válogatott vízilabdázó, a CNA Barceloneta centere.

## Nemzetközi eredményei
- Olimpiai 7. hely (Rio de Janeiro, 2016)
- világbajnoki ezüstérmes (2019)